# گویش شاهسونی
گویش شاهسونی (ترکی آذربایجانی: شاهسون لهجه‌سی ) گویشی از زبان ترکی آذربایجانی است و توسط ایل شاهسون بغدادی تکلم می‌شود. این ایل در ساوه و خرقان و زرندیه استان مرکزی حضور دارند به دلیل فتح بغداد در زمان صفویان این شاهسون ها به بغدادی معروف شدند از مهم ترین ایل‌ها ارتش صفوی قزلباش‌ ها بودند گویش شاهسونی اشتراکات بسیار زیادی با ترکمانی (ترکی ترکمانان عراق) دارد که از این ایل جدا و به عراق رفتند علی‌الخصوص در شناسه‌ها که یکی از گویش‌های ترکمانی همان شناسه‌های گویش شاهسونی را داراست. دارای دو لهجه است، لهجهٔ لک و لهجهٔ آرخلو. لازم به تذکر است که ایلات شاهسون دارای چندین ایل است و همه ایل‌ها به این دو لهجه سخن نمی‌گویند و برخی از ایل‌ها مثل ایل مغانلو و ایل اینانلو، به دیگر لهجه های ترکی آذربایجانی سخن می‌گویند.

## زمان‌ها
| لهجه شاهسونی ترکی آذربایجانی | لهجه مرکزی ترکی آذربایجانی |
| ---------------------------- | -------------------------- |
| گلمیشدیم                     | گلمیشدیم                   |
| گلمیشدیی                     | گلمیشدین                   |
| گلمیشدی                      | گلمیشدی                    |

| لهجه شاهسونی ترکی آذربایجانی | لهجه مرکزی ترکی آذربایجانی |
| ---------------------------- | -------------------------- |
| گلیرم                        | گلیرم                      |
| گلیرَی                        | گلیرسن                     |
| گلیر                         | گلیر                       |

| لهجه شاهسونی ترکی آذربایجانی | لهجه مرکزی ترکی آذربایجانی |
| ---------------------------- | -------------------------- |
| گَلَجَیَم                        | گَلَجَیَم                      |
| گلجیَی                        | گلجک‌سن                     |
| گلجک                         | گلجک                       |